# Gondwanatheria
I gondwanateri (Gondwanatheria) sono un gruppo estinto di mammiferi primitivi dall'incerta collocazione sistematica, vissuti tra il Cretaceo e l'Eocene. I loro resti sono stati rinvenuti nell'emisfero meridionale, Antartide incluso.

## Denti misteriosi
Conosciuti solo per denti e mandibole fossili, i gondwanateri sono uno dei gruppi di mammiferi più enigmatici che si conoscano. Sembra infatti che questi animali abbiano sviluppato indipendentemente una dentatura molto specializzata: gli incisivi, noti per Gondwanatherium e Ferugliotherium, sono decisamente allungati e adatti a rosicchiare. Ma la vera particolarità della dentatura riguardava i molari: le forme evolute, come Gondwanatherium e Sudamerica, possedevano molari a corona alta, come quelli dei mammiferi che si cibano di erba. Questo tipo di dentatura è unica tra i mammiferi del Cretaceo e del primo Cenozoico: al contrario, un gran numero di mammiferi specializzati del tardo Cenozoico sviluppò denti a corona alta, come adattamento a una nutrizione a base di erbe dure.
L'erba, però, comparve solo nell'Eocene superiore, quando i gondwanateri erano già estinti, e quindi non si capisce quale fu la causa che portò a questa straordinaria dentatura in mammiferi così antichi. I resti di Sudamerica, inoltre, sembrerebbero essersi depositati in una zona paludosa caratterizzata da mangrovie. L'aspetto dei gondwanateri potrebbe essere stato simile a quello di piccoli castori, anche se non si conoscono particolari dello scheletro.
Recentemente resti fossili simili a erba sono stati scoperti in strati del Cretaceo superiore in India e Africa, ma gli studi (2008) sono ancora in corso. Sarebbe però possibile che una prima radiazione evolutiva di vegetali simili all'erba (antenati o frutto di una convergenza evolutiva con l'erba moderna) sia avvenuta nel cretaceo, senza troppo successo, mentre una seconda si sia sviluppata a partire dall'Eocene.

## Classificazione
I gondwanateri includono due famiglie, i sudamericidi (Sudamericidae) e i feruglioteridi (Ferugliotheriidae). I primi, descritti nel 1984 da Scillato-Yané e Pascual, comprendono i generi Sudamerica, Gondwanatherium, Bharattherium e Lavanify, mentre i secondi furono descritti per la prima volta da José Bonaparte nel 1986 e includono il solo Ferugliotherium. Secondo alcuni paleontologi i sudamericidi potrebbero essere stati simili ai castori, e forse vivevano in ambienti semiacquatici.
La maggior parte dei resti dei gondwanateri è stata ritrovata in Sudamerica, ma alcune forme sono note in Madagascar (Lavanify), in India (Bharattherium nel Cretaceo superiore, epoca in cui l'India era ancora staccata dall'Asia) e in Antartide. In quest'ultimo territorio i gondwanateri prosperarono nell'Eocene, quando l'Antartide era ricoperto da foreste.

## I sopravvissuti dell'Antartide
Il ritrovamento a Seymour Island di resti di sudamericidi, estintisi in Sudamerica nel Paleocene, indica che l'isolamento può aver permesso la sopravvivenza di questo gruppo gondwanico nell'Eocene e i fattori che causarono la loro estinzione non colpirono l'Antartide.
La penisola antartica, nell'Eocene, era un luogo molto diverso dall'attuale: le condizioni geologiche della formazione La Meseta indicano che, circa 40 milioni di anni fa, esisteva una foresta popolata da una fauna diversificata, con caratteristiche simili a quelle presenti in Patagonia. Vi erano marsupiali frugivori e insettivori (Polydolopidae), bradipi minuscoli, erbivori brucatori di media e grande taglia (gli sparnoteriodontidi e l'astrapoterio Antarctodon), rapaci diurni, grandi uccelli terrestri e pinguini. Sembra che alla fine dell'Eocene il clima fosse diventato inadatto a una fauna di questo tipo, risultando sempre più freddo.

## Un gruppo enigmatico
Le affinità del gruppo non sono chiare; in un primo momento dopo la scoperta, i gondwanateri vennero considerati antichi sdentati (una situazione abbastanza ironica, visto che i gondwanateri erano conosciuti solo per dei denti), e in seguito vennero accostati agli estinti multitubercolati. Le ultime supposizioni includono un ritorno alla considerazione originale (parenti degli sdentati) e l'ipotesi che fossero qualcosa di completamente diverso. Nonostante i gondwanateri non siano più considerati multitubercolati, alcuni scarsi resti descritti come ?Ferugliotherium apparterrebbero effettivamente a tale gruppo, e dimostrerebbero che un gruppo di multitubercolati visse nel Cretaceo superiore in Sudamerica.

## Tassonomia
Ordine †Gondwanatheria McKenna 1971 [Gondwanatheroidea Krause & Bonaparte 1993]
- ?†Allostaffia aenigmatica[4]
- †Adalatherium hui
- ?Famiglia †Groeberiidae Patterson, 1952
  - †Groeberia minoprioi Ryan Patterson, 1952
  - †Groeberia pattersoni G. G. Simpson, 1970
- Famiglia †Ferugliotheriidae Bonaparte 1986
  - †Ferugliotherium windhauseni Bonaparte 1986a [Vucetichia Bonaparte 1990; Vucetichia gracilis Bonaparte 1990]
  - †Trapalcotherium matuastensis Rougier et al. 2008
  - ? †Magallanodon baikashkenke Goin et al. 2020
- Famiglia †Sudamericidae Scillato-Yané & Pascual 1984 [Gondwanatheridae Bonaparte 1986]
  - †Greniodon sylvanicum Goin et al. 2012
  - †Vintana sertichi Krause et al. 2014
  - †Dakshina jederi Wilson, Das Sarama & Anantharaman 2007
  - †Gondwanatherium patagonicum Bonaparte 1986
  - †Sudamerica ameghinoi Scillato-Yané & Pascual 1984
  - †Lavanify miolaka Krause et al. 1997
  - †Bharattherium bonapartei Prasad et al. 2007
  - †Patagonia peregrina Pascual & Carlini 1987
  - †Galulatherium O'Connor et al. 2019